# John Knapp-Fisher
Pour les articles homonymes, voir Knapp et Fisher.
John Knapp-Fisher, né en août 1931 à Londres et mort le 21 février 2015 à Haverfordwest, au pays de Galles, est un peintre britannique. Il est réputé pour ses peintures de la côte du Pembrokeshire. Il travaillait dans son studio à Croes-goch depuis 1967.